# 蒙泰普勒
蒙泰普勒（法語：Montépreux，法語發音：[mɔ̃tepʁø]）是法国马恩省的一个市镇，位于该省南部，属于埃佩尔奈区。

## 地理
蒙泰普勒（48°42'46"N, 4°8'17"E）面积15.41 平方千米，位于法国大東部大區马恩省，该省份为法国东北部内陆省份，北起阿登省，西北接埃纳省，西南接塞纳-马恩省，南至奥布省，东南接上马恩省，东临默兹省。
与蒙泰普勒接壤的市镇（或旧市镇、城区）包括：马伊勒康、瑟穆瓦讷、科南特赖-沃尔夫鲁瓦、欧西蒙、索姆苏、瓦西蒙和沙普拉讷。

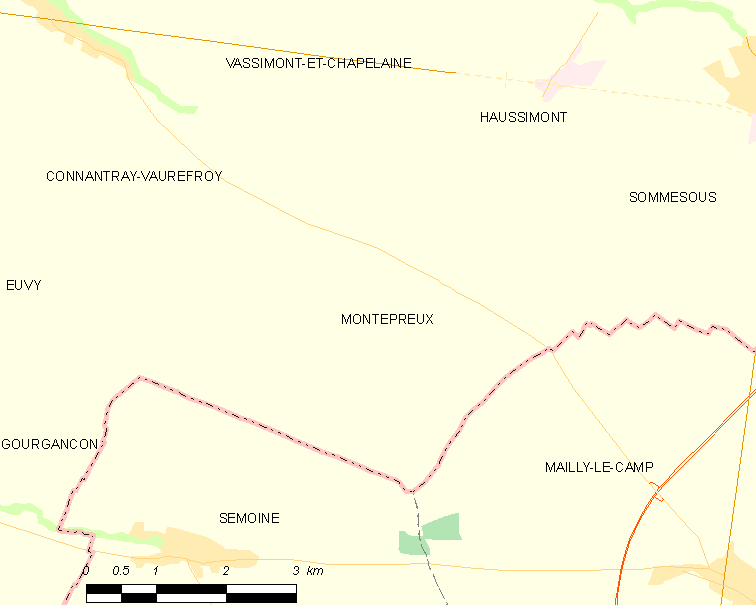
蒙泰普勒的OSM定位图

蒙泰普勒的时区为UTC+01:00、UTC+02:00（夏令时）。

## 行政
蒙泰普勒的邮政编码为51320，INSEE市镇编码为51377。

## 政治
蒙泰普勒所属的省级选区为香槟沙隆第三县。

## 人口

1962-2008年间蒙泰普勒人口变化图示

蒙泰普勒于2022年1月1日时的人口数量为46人。